# Siergiej Abramow (pisarz)
Siergiej Aleksandrowicz Abramow (ros. Сергей Александрович Абрамов; ur. 10 kwietnia 1944 w Moskwie, zm. 7 kwietnia 2024) – radziecki pisarz, dziennikarz i kolarz.
Od 1972 członek KPZR. Syn pisarza fantastyki naukowej Aleksandra Abramowa (1900–1985).
Absolwent Moskiewskiego Instytutu Samochodowo-Drogowego (1966), w którym następnie pracował. Od 1969 pracownik redakcji „Litieraturnoj gaziety”, od 1972 – czasopisma „Smiena”, w latach 1977–1986 – gazety „Prawda”. W latach 1986–1987 zastępca głównego redaktora czasopisma „Tieatr”, od 1987 główny redaktor tygodnika „Siemja”.
Autor opowiadań na tematy współczesne – zbiory «Wysze radugi» (1983), «Odnażdy, wdrug, kogda-nibud’...» (1983) i innych.
Mistrz ZSRR w kolarstwie .